# Saturday (canção de Basshunter)
| Críticas profissionais | Críticas profissionais |
| Avaliações da crítica  | Avaliações da crítica  |
| Fonte                  | Avaliação              |
| ---------------------- | ---------------------- |
| BBC                    | [ 1 ]                  |
| Digital Spy            | [ 2 ]                  |

"Saturday" é uma canção do produtor musical sueco Basshunter, gravada para o seu quarto álbum de estúdio Calling Time. Foi lançada digitalmente no Reino Unido a 18 de Julho de 2010. Contém demonstrações da música "I Like to Move It" de Reel 2 Real. A melhor posição atingida na UK Singles Chart é a vigésima primeira e a quinta na UK Dance Chart.

## Antecedentes e produção
A 14 de Maio de 2010, foi anunciado oficialmente que "Saturday" seria o primeiro single do próximo álbum de estúdio do produtor. Estreou na BBC Radio 1 com Scott Mills na mesma noite. A faixa foi co-escrita por Thomas Troelsen, Engelina e Cutfather, e produzida por Troelsen e Cutfather. A melodia da canção é baseada na canção "I Like to Move It" de Reel 2 Real.
Basshunter falou sobre a canção: "Trata de todos os sábados no geral: sair com os amigos, beber, dançar, conhecer raparigas e depois quem sabe fazer algo mais até o sol raiar".

## Posições nas tabelas musicais
| Tabelas musicais (2010)        | Melhor posição |
| ------------------------------ | -------------- |
| Irlanda - Irish Singles Chart  | 37             |
| Reino Unido - UK Dance Chart   | 5              |
| Reino Unido - UK Indie Chart   | 2              |
| Reino Unido - UK Singles Chart | 21             |

## Vendas e certificações
| Região                            | Certificação | Vendas |
| --------------------------------- | ------------ | ------ |
| Nova Zelândia (Recorded Music NZ) | Ouro         | 7,500  |

## Histórico de lançamento
| País           | Data                | Formato          | Editora discográfica |
| -------------- | ------------------- | ---------------- | -------------------- |
| Reino Unido    | 18 de Julho de 2010 | Descarga digital | Dance Nation         |
| Reino Unido    | 19 de Julho de 2010 | CD single        | Dance Nation         |
| Estados Unidos | 27 de Julho de 2010 | CD single        | Dance Nation         |